# Nejlepší cizinec (ELH)
Nejlepší cizinec bylo ocenění pro hokejistu české hokejové extraligy, který byl jiné než české národnosti a v této kategorii byl shledán nejlepším. Toto ocenění udělovaly ZN Noviny a trofej byla udělována v letech 1994-97.

## Držitelé
| Sezóna    | Hráč              | Tým             |
| --------- | ----------------- | --------------- |
| 1994/1995 | Andrej Potajčuk   | HC Sparta Praha |
| 1995/1996 | Andrej Potajčuk   | HC Sparta Praha |
| 1996/1997 | Dmitrij Jerofejev | HC Vítkovice    |